# Comportamento canino

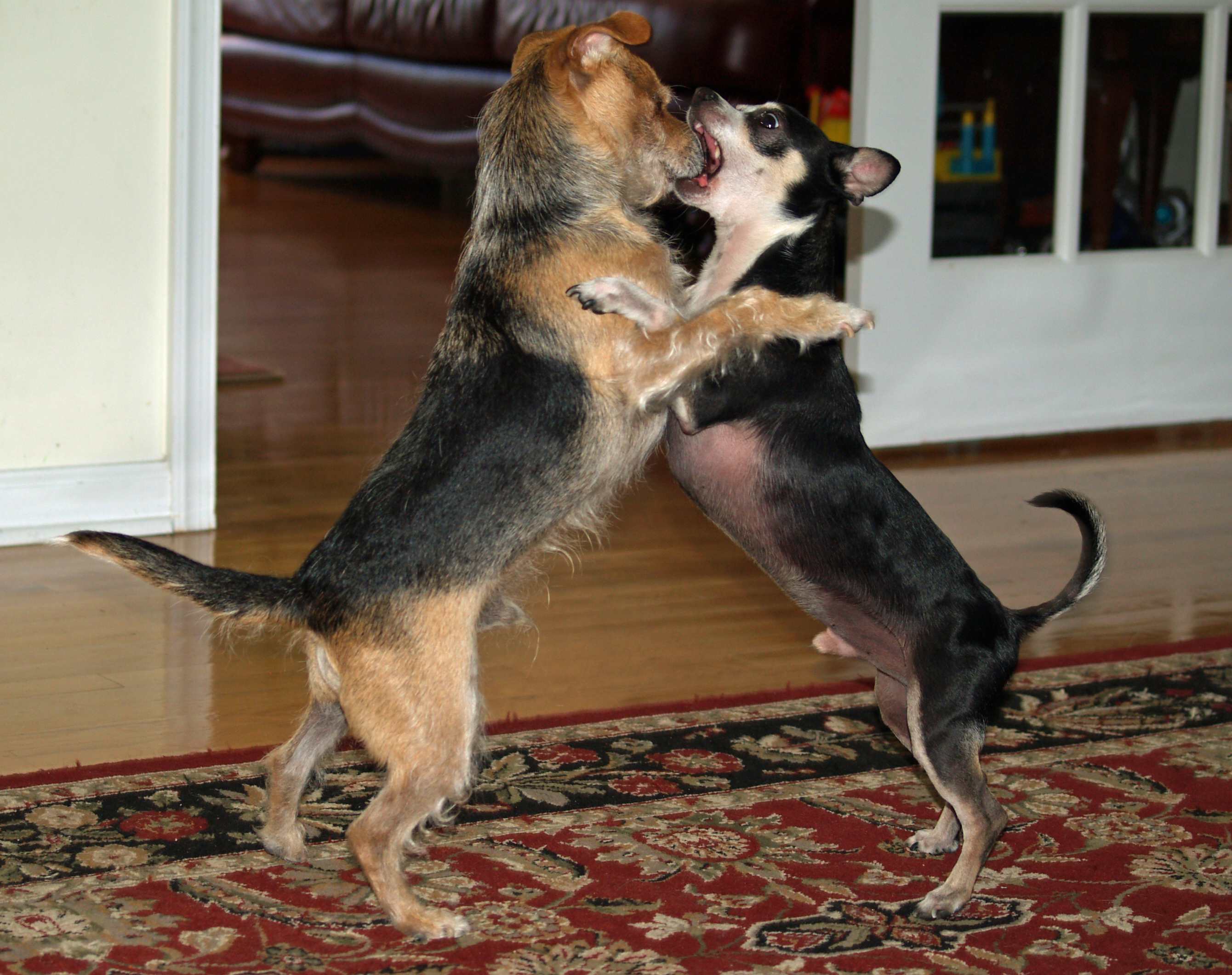
Imagem retratando o comportamento de alguns cães

Comportamento canino é a resposta coordenada internamente de um cão ou grupos de cães domésticos, a estímulos internos e externos. Esse comportamento foi moldado por milênios de anos, através do contato com os seres humanos e seus estilos de vida. Desse modo, como resultado desta evolução física e social, os cães, mais do que qualquer outra espécie, adquiriram a capacidade de manter uma relação baseada na compreensão e comunicação com o Homem, o qual se encontra singularmente sintonizado com as ações desses animais. Cientistas comportamentais descobriram uma ampla gama de habilidades sociais-cognitivas no cão doméstico.

## Origem do cão doméstico
A procedência do Canis lupus familiaris ou Canis familiaris não está claramente definida.Nesse sentido,é importante ressaltar que os cães , os lobos, as raposas e os chacais pertencem à subfamília Caninae, dos Canoidea.Assim, a maioria dos especialistas concordam que o ancestral imediato do cão é o lobo, o qual exerceu um papel significativo na reserva genética do grupo canino além de compartilharem 71 de 90 padrões comportamentais, fator que ainda não foi visto entre outras duas espécies.

## Inteligência
A inteligência canina, refere-se a capacidade que o animal possui para captar informações e fixá-las em seu  conhecimento, sendo que estas noções serão utilizadas durante todo seu período de vida. Várias formas de aprendizado são direcionadas aos cães, dentre elas temos a inferência. A espécie canina possui habilidades avançadas de memória; um estudo documentou métodos de aprendizagem e memória de um border collie, "Chaser", que tinha aprendido vários nomes e poderia associar por meio do comando verbal mais de 1.000 palavras. Esses animais são capazes de interpretar e responder adequadamente à linguagem corporal humana, gesticular e apontar, se enquadram como algumas das tantas maneiras que eles utilizam para reagir aos comandos do Homem, principalmente.

## Sentidos
Os sentidos dos cães incluem visão, audição, olfato, gustação, toque e sensibilidade ao campo magnético da terra.
O olfato canino é extremamente apurado e consiste na principal forma de interação dos cães com o mundo – em contraponto aos humanos, os cães "enxergam" o ambiente pelo nariz. 
Além disso, o olfato canino permite que os cães percebam a passagem do tempo de uma maneira única. Eles podem sentir as mudanças no ambiente através de odores no ar, assim como nós percebemos o tempo pelas mudanças na luz do sol. 
Os cães podem distinguir a concentração de odores para determinar se um evento foi recente ou passado. Isso significa que os cães podem "cheirar" o futuro, já que diferentes odores indicam eventos que estão por vir, e possibilita aos cães uma compreensão única do tempo devido ao seu apurado sentido do olfato.

## Comportamento da comunicação
Cães se comunicam o tempo todo entre eles e também com outros animais, incluindo seres humanos. Nós somos capazes de ler cada comportamento canino e assim, ensina-los comandos, passar mensagens de calma, sentimentos, segurança e etc (Beatriz Saraiva). 
A comunicação dos cães ,encontra-se relacionada a vários fatores, dentre eles destacam-se: a forma como  "dialogam" uns com os outros,  a compreensão  das mensagens que são enviadas pelos  seres humanos e o modo de percepção por parte do Homem, das ideias que os cães estão tentando transmitir. A comunicação desses animais está relacionada ao campo visual, expressão, vocalização, postura corporal (incluindo movimentos de corpos e membros) e comunicação gustativa (aromas, feromonios e paladar). Os seres humanos se comunicam com os cães usando vocalização, sinais de mão e postura corporal.

## Comportamento canino vs. Comportamento humano
Alguns estudos têm demonstrado a existência de correlação entre a personalidade dos tutores e de seus cães. Foram identificaram quatro traços de personalidade dentro dos cinco grandes da psicologia que têm uma forte correlação entre cães e seus donos: neuroticismo (instabilidade emocional), extroversão (envolvimento com o mundo externo), escrupulosidade (autodisciplina), amabilidade (preocupação com a harmonia social), e abertura à experiência (intelectualismo). 
Essa semelhança sugere que os tutores e seus cães compartilham características de personalidade em comum, com uma correlação particularmente forte no grau de neuroticismo. Isso sugere que donos mais ansiosos podem influenciar seus cães a ficarem nervosos também.

Uma hipótese para essa descoberta aponta que as pessoas podem ter a tendência a buscar ativamente companheiros domésticos com personalidades semelhantes às suas – o que pode ser influenciado por fatores cognitivos, psicológicos e culturais. Dessa forma, as similaridades de personalidade canina e humana poderia ser explicada pela escolha ativa dos humanos por cães com características compatíveis.